# Championnat du Portugal de rugby à XV 2018-2019
 (mai 2019).
Si vous disposez d'ouvrages ou d'articles de référence ou si vous connaissez des sites web de qualité traitant du thème abordé ici, merci de compléter l'article en donnant les références utiles à sa vérifiabilité et en les liant à la section « Notes et références ».
Navigation
Championnat 2017-2018 Championnat 2019-2020
Le championnat du Portugal de rugby à XV 2018-2019 met aux prises les huit meilleurs clubs de rugby à XV du Portugal. Lors d'une première phase dite régulière, les équipes se rencontrent en matchs aller-retour. Puis les 2 meilleurs clubs se rencontrent en confrontations directes afin de déterminer le champion.

## Clubs de l'édition 2018-2019
| Lisbonne Coimbra Porto Cascais |

| Équipe      | Stade                           | Capacité | Ville    | Entraîneurs                   |
| ----------- | ------------------------------- | -------- | -------- | ----------------------------- |
| Académica   | Estádio Sérgio Conceição        |          | Coimbra  | Sérgio Franco & Luis Sequeira |
| Agronomia   | Campo Tapada Da Ajuda           |          | Lisbonne | Frederico Sousa               |
| Belenenses  | Estádio do Restelo              |          | Lisbonne | João Mirra                    |
| GDS Cascais | Campo da Guia                   |          | Cascais  | Antonio Mota                  |
| CDUL        | Estádio Universitário de Lisboa | 3677     | Lisbonne | Jack Farrer                   |
| CDUP        | Estádio Universitário do Porto  |          | Porto    | Marcello d'Orey               |
| Direito     | Campo de Monsanto               |          | Lisbonne | Martim Aguiar                 |
| Técnico     | Campo das Olaias                |          | Lisbonne | Kane Hancy                    |

## Phase régulière

### Classement final
| Rang | Club           | J  | V  | N | D  | Bo    | Bd | Pm  | Pe  | Diff | Pts |
| ---- | -------------- | -- | -- | - | -- | ----- | -- | --- | --- | ---- | --- |
| 1    | Belenenses (T) | 14 | 11 | 1 | 2  | 3 + 0 | 1  | 420 | 287 | +133 | 50  |
| 2    | Agronomia      | 14 | 10 | 0 | 4  | 5 + 0 | 1  | 368 | 264 | +104 | 46  |
| 3    | AEIS Técnico   | 14 | 9  | 0 | 5  | 6 + 0 | 3  | 419 | 245 | +174 | 45  |
| 4    | CDUL           | 14 | 7  | 0 | 7  | 1 + 0 | 1  | 308 | 335 | -27  | 30  |
| 5    | Direito        | 14 | 6  | 0 | 8  | 1 + 0 | 5  | 327 | 308 | +19  | 30  |
| 6    | CDUP           | 14 | 5  | 1 | 8  | 1 + 0 | 1  | 267 | 388 | -121 | 24  |
| 7    | GDS Cascais    | 14 | 4  | 0 | 10 | 2 + 0 | 3  | 345 | 408 | -63  | 21  |
| 8    | Académica      | 14 | 3  | 0 | 11 | 0 + 0 | 2  | 231 | 450 | -219 | 14  |

La colonne BO indique les points délivrés au titre des folgas + les points de bonus offensifs obtenus par chaque équipe.
|  | Qualifiés pour le tour final (no 1, no 2) |
|  | Poule de relégation (no 7, no 8)          |
|  | T : tenant du titre 2018 • P : promu      |

Attribution des points : victoire sur tapis vert : 5, victoire : 4, match nul : 2, défaite : 0, forfait : -2 ; plus les bonus (offensif : 4 essais marqués et 3 ou plus de différence ; défensif : défaite par 7 points d'écart ou moins).

### Tableau synthétique des résultats
L'équipe qui reçoit est indiquée dans la colonne de gauche.
| Clubs      | BELE  | AGRO  | TECN  | CDUL  | DIRE  | CDUP  | GDSC  | ACAD  |
| ---------- | ----- | ----- | ----- | ----- | ----- | ----- | ----- | ----- |
| Belenenses |       | 29-12 | 41-18 | 39-31 | 40-15 | 27-21 | 30-18 | 59-12 |
| Agronomia  | 16-17 |       | 10-34 | 19-13 | 26-21 | 48-24 | 31-25 | 29-05 |
| CR Técnico | 12-15 | 25-09 |       | 23-07 | 27-12 | 57-17 | 31-19 | 62-08 |
| CDUL       | 25-13 | 13-32 | 14-13 |       | 25-24 | 41-12 | 43-25 | 10-21 |
| Direito    | 20-21 | 19-28 | 20-26 | 42-19 |       | 31-15 | 20-24 | 25-17 |
| CDUP       | 20-20 | 18-27 | 26-24 | 29-18 | 03-20 |       | 26-18 | 32-09 |
| GDSC       | 42-35 | 16-36 | 19-49 | 21-26 | 17-23 | 36-11 |       | 51-21 |
| Academica  | 25-34 | 05-45 | 28-18 | 22-23 | 20-35 | 12-13 | 26-14 |       |

|  | Victoire à domicile |  | Match nul |  | Défaite à domicile |

## Finale
Les deux premiers de la phase régulière sont directement qualifiés pour la finale.

### Feuille de match
| Samedi 18 mai 2019 14 h 45 | Belenenses                                                                                  | 10 - 18 (7 - 8) | Agronomia | Campo de Monsanto, Monsanto Arbitre : Paulo Duarte |
| Samedi 18 mai 2019 14 h 45 | Essai(s) : 1 Azevedo (9e) Transformation(s) : 1 M.Marta (10e) Pénalité(s) : 1 M.Marta (62e) |                 | Essai(s) : 2 Vasco Ribeiro (17e), Donasio Ratabuli (46e) Transformation(s) : 1 Rodrigues (47e) Pénalité(s) : 2 Rodrigues (40e, 80e) | Campo de Monsanto, Monsanto Arbitre : Paulo Duarte |
| Samedi 18 mai 2019 14 h 45 |                                                                                             |                 | | Campo de Monsanto, Monsanto Arbitre : Paulo Duarte |

| Titulaires · Rodrigo Marta 15 · Manuel Marta 14 · Rodrigo Freudenthal 13 · Duarte Moreira 12 · Tiago Fernandes 11 · Diogo Miranda 10 · 9e Duarte Azevedo 9 · Tomás Sequeira 8 · David Wallis 7 · Sebastião da Cunha 6 · Salvador da Cunha 5 · Valter Oliveira 4 · Anthony Kent 3 · Joe Picket 2 · Samisoni Havea 1 · Remplaçants · Manuel Bonneville 16 · Frederico Simões 17 · Luís Silva 18 · Manuel Lima 19 · Frederico Barahona 20 · João Freudenthal 21 · Vasco Poppe 22 · António da Cunha 23 · Entraîneur · João Mirra |  | Titulaires · 15 Tomás Cabral · 14 José do Carmo · 13 Vasco Ribeiro 17e · 12 João Lima · 11 António Cortes · 10 José Rodrigues · 9 Gonçalo Prazeres · 8 José de Alte · 7 Sabata Mokhachane · 6 Pedro Herédia · 5 José Maria Andrade · 4 Fernando Almeida · 3 Giorgi Turabelidze · 2 Kenneth Delaiono · 1 Ignis Meyer · Remplaçants · 16 Júlio Grouth · 17 João Moreira · 18 Gonçalo Domingues · 19 Francisco Vasconcelos · 20 Tomás Gonçalves · 21 Francisco Santos Silva · 22 Martim Cardoso · 23 Donasio Ratabuli 46e · Entraîneur · Frederico Sousa |